# Lagărul de exterminare Belzec
Belzec (nume oficial în germană: Sonderkommando Belzec der Waffen-SS, Belzec) a fost primul lagăr de exterminare nazist, creat pentru a implementa Operațiunea Reinhard în timpul holocaustului. În 1942 lagărul se afla în Polonia ocupată, la aproape un kilometru sud de gara Bełżec în districtul Lublin din Guvernământul General. 
Cel puțin 434.500 de evrei au fost uciși la Bełżec, precum și un număr necunoscut de polonezi și țigani. Se cunosc doar doi evrei deținuți în lagăr care au supraviețuit: Rudolf Reder și Chaim Herszman. Lipsa de supraviețuitori este un motiv pentru care acest lagăr nu este foarte cunoscut, în ciuda numărului mare de victime ucise acolo.
Primul comandant al lagărului a fost Christian Wirth, renumit pentru atrocitate și cruzime.